# Kostel svatého Vavřince (Tedražice)
Kostel svatého Vavřince stojí na návrší v osadě Zdouň, západně od vesnice Tedražice, části obce Hrádek v okrese Klatovy. Zdouň je pozůstatkem bývalé velké rýžovnické osady Vzduny a nalézá se nad říčkou Pstružnou. Kostelík tvoří významnou a nepřehlédnutelnou dominantu části údolí Ostružné. Kostel je obklopen hřbitovem.

## Stavební fáze
Kostel sv. Vavřince ve Zdouni je románsko-gotická stavba, kterou lze datovat do třetího čtvrtletí 13. století. Patří k nejstarším kostelům v kraji. V historických listinách je kostel roku 1314 zmiňován již jako farní. V první polovině 14. století původní apsidu nahradil gotický presbytář a sakristie, přiložená k jeho jižní stěně. V době třicetileté války (17. století), klášter ve Zdouni i osada Vzduny vyhořely. Požáru unikl pouze kostel sv. Vavřince. Podle jiných pramenů došlo k zániku samotné osady již mnohem dříve, v 15. století v době husitských válek. Hlavní loď kostela byla sklenuta roku 1691, další úpravy jsou méně významné. V roce 2006 proběhla celková rekonstrukce: byla obílena věž, byly vyrobeny nové dubové dveře, včetně nové kované mříže, byly opraveny vnitřní omítky a provedena výmalba interiéru.

## Stavební podoba

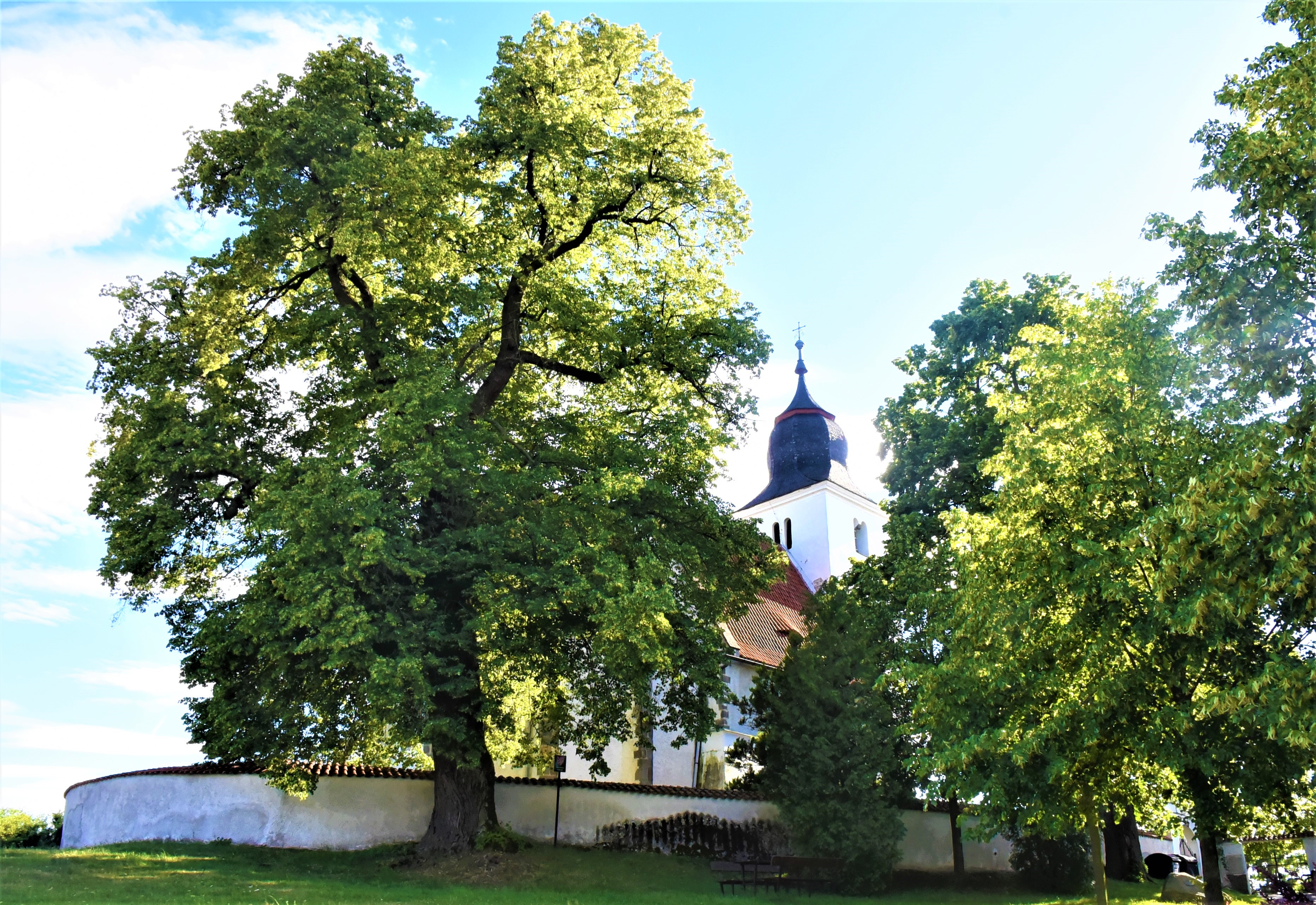
Lípa srdčitá u kostela, památný strom.

Hlavní loď kostela má skoro čtvercový půdorys. Loď má v obou čelech zděné trojúhelníkové štíty. Po stranách lodi jsou dvě vysoká lomená gotická okna s kružbami. Loď je sklenuta valeně s lunetami, klenba v rozích zpevněna prostými pilíři. Na východě je k lodi připojený užší presbytář trojbokého závěru po obvodu s opěráky. Presbytář je obezděn žlábkovým soklem, v závěru jsou tři lomená okna, která mají trojlistové, čtyřlistové a plaménkové kružby. Triumfální oblouk je rovněž lomený. Před západním průčelím lodi je připojená věž o čtvercové základně, jejíž přízemí plní funkci předsíně. Po jižním boku presbytáře je obdélná sakristie s oratoří v patře. Loď i presbytář kryje strmá sedlová prejzová střecha. Věž je kryta zvoncovitou bání. Vchod do kostela je z podvěží, klenutý křížovou žebrovou klenbou. Vstupní lomený portál do lodi je ve slohu rané gotiky.